# Красноармейская сторона
Красноарме́йская сторона́ (до 1920-х — Князь-Дмитриевская сторона) — исторически сложившийся район города Ржева Тверской области охватывающий правобережную часть города по реке Волге. Включает в себя: Центр города (правый берег), посёлки Льнозавода (Ральф), Мелихово, Пристанционный, Васильевский, Нижний Бор, РТС, Путеец и Высокое. На территории района проживает порядка 22 тысяч человек.

## История
Сторона получила название Князь-Дмитриевской в память об удельном князе Дмитрии Ивановиче Углицком (1481—1521), хозяине правобережной части Ржева.
Князь носил прозвище Жилка, правил в Угличе, являлся одним из сыновей великого князя московского Ивана III. Правый берег Ржева перешёл ему во владение в 1503 году, после смерти Ивана Рузского завещавшего южную часть Ржева (как и всё Рузское княжество) в наследство Ивану III, который сразу отдал половину Ржева сыну Дмитрию.
Левобережная сторона города именовалась Князь-Фёдоровской, потому как с 1477 по 1513 годы принадлежала удельному князю Волоцкому — Фёдору Борисовичу.
Окончательно Ржев был объединён в 1521 году и вошёл в состав Московской территории.
В 1920-е годы сторона была переименована советскими властями в Красноармейскую. Выбор названия был связан с тем, что в правобережье Ржева в то время квартировались части Красной армии.

## Экономика
Основу экономики района составляют предприятия пищевого сектора, такие как:
- Ржевский хлебокомбинат (филиал АО «Тверьхлебпром»);
- ОАО «Молоко»;
- ЗАО "Мясоперерабатывающий завод «АМРОС» (бывший ОАО «Мясокомбинат Ржевский»);
- ООО «Пиво-медоваренный завод Эрнста Клейна» (бывшее ОАО «Ржевпиво»).

Доля промышленных предприятий весьма незначительна, важнейшие из них:
- ПАО «Элтра» (Ржевский завод автотракторного электрооборудования);
- АО «Элтра-Термо»;
- ООО «Прамо-Электро»;
- ОАО «Ржевский льнозавод»;
- Ржевская нефтебаза (филиал ООО "Сбытовое объединение «Тверьнефтепродукт»);
- Локомотивное депо ТЧЭ-32 «Ржев» Октябрьской железной дороги.

Из предприятий торговли выделяются: сети супермаркетов «Дикси», «Пятёрочка»; магазины «Тверская трапеза», «Спектр», «Ирис», «Парус», супермаркет «Хозяйка», «Хозтовары».

## Достопримечательности
На Красноармейской стороне сохранилось наибольшее количество памятников дореволюционной эпохи. Улицами, наиболее сохранившими свой первоначальный исторический облик, являются: Большая Спасская, Партизанская, Грацинского, а также местами Красноармейская набережная.
Среди памятников истории и культуры можно выделить:
| Порядк. номер | Фотография | Достопримечательность | Местоположение                                                                                        |
| ------------- | ---------- | --- | --- |
| 1             |            | Здание администрации города Ржева. | Партизанская улица, дом № 33; 56°15′24″ с. ш. 34°19′50″ в. д.                                         |
| 2             |            | Старые дома на Партизанской улице. | Партизанская улица, дома № 17 — 23; 56°15′25″ с. ш. 34°19′35″ в. д.                                   |
| 3             |            | Памятник герою войны 1812 года генерал-майору А. Н. Сеславину. Открыт в сентябре 2012 года в честь 200-летия Бородинского сражения. Скульптор Александр Аполлонов изобразил Сеславина одетым в ментик первого гусарского Сумского полка. На постаменте надпись: «Слава на века гражданам, прославившим Россию». | Площадь Коммуны (бывшая Спасская пл.); 56°15′29″ с. ш. 34°19′44″ в. д.                                |
| 4             |            | Особняк купцов Берсеневых. Образец городской усадьбы начала XX века. Сохранился в хорошем состоянии. | Партизанская улица, дом № 4; 56°15′25″ с. ш. 34°19′10″ в. д.                                          |
| 5             |            | Усадьба купца Акима Немилова. Была построена в 1837 году. Является одним из самых значительных ампирных памятников Ржева, сохранившихся до наших дней. Усадьба стоит в ряду частично сохранившейся исторической застройки Оковецкой (ныне Партизанской) улицы и построена по образцовому проекту, считающемуся работой столичного (московского) архитектора. Основатель и хозяин усадьбы богатый ржевский купец Аким Немилов, по местной ржевской легенде проиграл её когда-то в карты. В наши дни бывший купеческий особняк разрушается. | Партизанская улица, дом № 30; 56°15′24″ с. ш. 34°19′35″ в. д.                                         |
| 6             |            | Храм Вознесения Господня. Был построен в 1856 году, в русско-византийском стиле, с одним алтарём. С 1939 по 1985 годы храм был закрыт. Среди почитаемых святынь — иконы благоверного князя Владимира, мученицы Агриппины, мученицы Параскевы, праведной Пелагеи Ржевской. Рядом с храмом находятся Казанский Собор с часовней. Ежегодно от храма ведется паломничество в Иерусалим. | Торопецкий тракт, территория Казанского православного кладбища; 56°15′03″ с. ш. 34°18′40″ в. д.       |
| 7             |            | Старые дома постройки конца XIX века. Ныне в них располагаются: ресторан, филиал АКБ «Пробизнесбанк», Нотариус, Ржевская центральная районная больница. | Большая Спасская улица, дом № 7/5. Улица Грацинского, дома № 20 — 30; 56°15′28″ с. ш. 34°19′45″ в. д. |
| 8             |            | Дом купца Мясникова. Памятник архитектуры середины XIX века. По завещанию хозяина особняка, купца Павла Ивановича Мясникова, в 1897 году был передан на общественные нужды города. До Великой Отечественной войны в здании располагалась средняя школа № 3, в которой с 1930 по 1936 год училась героиня Луцкого подполья Паша Савельева, казнённая гитлеровскими захватчиками. В наши дни бывший купеческий особняк занимает детская библиотека. | Большая Спасская улица, дом № 19; 56°15′20″ с. ш. 34°19′42″ в. д.                                     |
| 9             |            | Палаты купцов Немиловых (Ржевский краеведческий музей). Памятник архитектуры второй половины XVIII века. Ныне в нём располагается краеведческий музей. Ржевский краеведческий музей был открыт в 1916 году в здании бывшей городской думы (не сохранилось), в 1917 году получил статус историко-археологического. В годы войны музей был полностью разграблен и разрушен. В 1960-е восстановлен в здании Оковецкой церкви. В 1998 году, после передачи церкви православной общине, музей был перенесён в настоящее место. Основной специализацией является отображение жизни ржевитян, их истории, культуры, архитектуры и т. д.                             | Красноармейская набережная, дом № 24а; 56°15′37″ с. ш. 34°19′49″ в. д.                                |
| 10            |            | Дом купца Шитикова. Ныне принадлежит Центральной районной больнице, используется как ЛОР-отделение. | Октябрьская улица, дом № 5; 56°15′27″ с. ш. 34°19′56″ в. д.                                           |
| 11            |            | Купеческий дом XIX века. В 1860-е годы дом был выкуплен московской купеческой дочкой Анной Мазуриной, для приюта — Дома призрения бедных детей. При приюте была церковь во имя святого Архистратига Михаила. После Великой Отечественной войны в чудом уцелевшем доме располагалась детская поликлиника, а затем центр государственного санитарно-эпидемиологического надзора по Ржеву и Ржевскому району. Ныне дом прибывает в аварийном состоянии. | Улица Грацинского, дом № 27; 56°15′30″ с. ш. 34°20′07″ в. д.                                          |
| 12            |            | Оковецкий кафедральный собор. Основан в 1821 году на пересечении 1-й и 2-й Предтеченских улиц как церковь Оковецкой иконы Божией Матери. Каменный, 3-х престольный. Был упразднён в 1939 году. В 50-70-е годы XX века в храме находился краеведческий музей. В 1991 году храм был передан православной общине. | Улица Марата, дом № 5; 56°15′18″ с. ш. 34°20′11″ в. д.                                                |
| 13            |            | Колокольня Оковецкого собора. Строилась с 1830 по 1841 год, после строительства церкви Оковецкой иконы Божией Матери. В годы Великой Отечественной войны колокольня использовалась для корректировки огня, поэтому уцелела, но была серьёзно повреждена. Восстановлена только в начале 90-х годов XX века. | Улица Марата, дом № 5; 56°15′18″ с. ш. 34°20′09″ в. д.                                                |
| 14            |            | Здание Епархиального училища. Было построено в 1865 году богатой московской купчихой Анной Мазуриной, как учебное заведение для малообеспеченных девиц. В 1883 году здание берёт под своё управление Священный Синод, и открывает здесь епархиальное училище для девиц духовного звания, первое среднее женское учебное заведение в городе. Подобные школы создавались в России по уставу 1843 года, главным образом для дочерей священников. Кроме городских поповен в училище принимались и девочки из глухих деревень, где невозможно было получить приличное образование. При училище действует Смоленская церковь с престолом Смоленской Божьей Матери. | Большая Спасская улица, дом № 33/57; 56°15′09″ с. ш. 34°19′41″ в. д.                                  |
| 15            |            | Покровская старообрядческая церковь. Строилась с 1908 по 1910 годы по проекту архитектора Н. Г. Мартьянова. Представляет собой кирпичную церковь на белокаменном цоколе. Объемная композиция включает храм с полуциркульной апсидой, трапезную и 3-х ярусную шатровую колокольню. Известна тем, что во время войны, накануне ухода из города немецких войск, немцы заперли в церкви всех оставшихся жителей города (ок. 250 чел.) и заминировали храм. Утром 3 марта 1943 года отряд разведчиков Красной Армии освободил ржевитян. | Улица Калинина, дом № 62; 56°15′07″ с. ш. 34°19′48″ в. д.                                             |
| 16            |            | Универмаг «Столичный». Старейший ржевский универмаг. Расположен в доме постройки начала XX века. | Большая Спасская улица, дом № 8/27; 56°15′25″ с. ш. 34°19′40″ в. д.                                   |
| 17            |            | Школа № 1 имени А. С. Пушкина. Первая советская общеобразовательная школа в городе. Открыта в 1936 году. Во время войны в школе располагалась немецкая конюшня. После освобождения города была восстановлена в первую очередь. В 1944 году за большой вклад в дело обороны страны (сбор средств на строительство танковой колонны) коллектив учащихся и учителей получил благодарность И. В. Сталина. Ныне в школе обучается 661 учащийся, работают 58 преподавателей. | Улица Марата, дом № 25; 56°15′05″ с. ш. 34°20′09″ в. д.                                               |
| 18            |            | Монумент танк Т-34. Установлен в 1973 году на площади Мира. Посвящён советским танкистам проявившим мужество и героизм в боях за освобождение города Ржева от немецко-фашистских захватчиков в годы Великой Отечественной войны. Каждый год, 3 марта и 9 мая, благодарные жители города возлагают к памятнику цветы и венки. | Площадь Мира; 56°14′50″ с. ш. 34°19′37″ в. д.                                                         |
| 19            |            | Дом № 8 по улице Мира. Построен в начале 1950-х годов, ныне прибывает в аварийном состоянии. В здании располагается кафе «Фараон». | Улица Мира, дом № 8; 56°14′41″ с. ш. 34°19′28″ в. д.                                                  |
| 20            |            | Вокзал станции Ржев-Балтийский. Открыт в современном виде в 1952 году, реконструирован в 2000 году. Является одним из красивейших зданий в городе. Первое дореволюционное здание вокзала Ржев-Балтийский (второй вокзал в городе) было построено в 1902 году вместе со строительством Виндавской железной дороги. Разрушено в 1941 году под бомбёжками Великой Отечественной войны. | Привокзальная улица, дом № 12; 56°14′23″ с. ш. 34°19′14″ в. д.                                        |
| 21            |            | Памятник ржевским железнодорожникам. Представляет собой переднюю часть паровоза СУ 208-64 слитую с белым бетонным постаментом в виде крыльев. Монумент был воздвигнут в 1973 году, в память о мужестве и героизме проявленном ржевскими железнодорожниками в борьбе с немецко-фашистскими захватчиками в Великой Отечественной войне. Рядом с монументом в 2001 году была сооружена часовня Святого Николая Чудотворца, покровителя всех путников, в том числе железнодорожников. | Железнодорожная улица, парк железнодорожников; 56°14′39″ с. ш. 34°19′31″ в. д.                        |
| 22            |            | Здание ремонтного цеха локомотивного депо «Ржев». Построено в 1901 году в стиле промышленного модернизма и имеет круглые в плане паровозные сараи постановка локомотивов в которые осуществляется с помощью поворотного круга. В советское время депо носило обозначение ТЧ-32. С 2010 года реорганизовано в эксплуатационное локомотивное депо ТЧЭ-32 «Ржев», ремонтный цех был передан дорожным мастерским по ремонту ССПС. | Привокзальная улица, дом № 18; 56°14′25″ с. ш. 34°19′46″ в. д.                                        |

## Основные улицы района
- Большая Спасская улица;
- Зубцовское шоссе;
- Улица Мира;
- Железнодорожная улица.